# Momo et Ursul
Momo et Ursule ou Les Aventures de Momo et Ursule (The Great Grape Ape Show, littéralement « le show du grand singe violet »), est une série télévisée d'animation américaine en seize épisodes de 26 minutes (ou 32 segments de 13 minutes) produite par le studio Hanna-Barbera, et diffusée entre le 6 septembre et le 13 décembre 1975 sur le réseau ABC.
En France, les segments des épisodes de la série ont été diffusés pour la première fois le 9 janvier 1977 sur TF1 dans l'émission Restez donc avec nous. Elle a été rediffusée en 1980 sur TF1 dans Croque Vacances et le 3 janvier 2005 sur Boomerang.

## Synopsis
Ursule est un petit chien astucieux qui parcourt le pays dans une camionnette avec son ami Momo, un singe géant et violet, qui voyage assis sur le toit du véhicule. Momo est naïf et gauche, et sa grande taille provoque souvent, malgré lui, des catastrophes ...

## Fiche technique
- Titre original : The Great Grape Ape Show
- Titre français : Momo et Ursule ; Les Aventures de Momo et Ursule (titre alternatif)
- Réalisation : Charles A. Nichols
- Scénario : Tom Dagenais, Joel Kane, Jack Mendelsohn, Ray Parker, Duane Poole, Dick Robbins
- Musique : Hoyt Curtin
  - Générique original : interprété par Fat Albert ; paroles et musique de William Hanna, Joseph Barbera et Hoyt Curtin
  - Générique français : instrumental
- Production : William Hanna, Joseph Barbera, Iwao Takamoto
- Société de production : Hanna-Barbera Productions
- Pays d'origine : États-Unis
- Langue : anglais
- Nombre d'épisodes : 16 épisodes, 32 segments (1 saisons)
- Durée : 23 minutes (2 segments par épisode)
- Date de première diffusion :  États-Unis : 6 septembre 1975 ;  France : 3 septembre 1978

## Distribution

### Voix françaises
- Roger Carel : Momo
- Gérard Hernandez : Ursule
- Claude Dasset : voix additionnelles

### Voix originales
- Bob Holt : Great Grape Ape (VF: Momo)
- Marty Ingels : Beegle Beagle (VF: Ursule)

## Épisodes
1. L'Idole (That Was no Idol, That Was My Ape)
2. La Machine à remonter le temps (A Knight to Remember)
3. La Soucoupe volante (Flying Saucery)
4. La Course (The Grape Race)
5. Le Cirque (The Incredible Shrinking Grape)
6. Acrobate (To Sleep or Not to Sleep)
7. Sous l'uniforme (G.I. Ape)
8. Le Shérif (Trouble at Bad Rock)
9. Le Pique-nique (Thar's No Feud Like an Old Feud)
10. La Grande parade (The Big Parade)
11. Le SPLAT (S.P.L.A.T's Back)
12. Le Vengeur masqué (The Purple Avenger)
13. Le Prince (What's a Nice Prince Like You Doing in a Duck Like That)
14. Police montée (The Indian Grape Call)
15. Le Champion (The All American Ape)
16. Le Retour à la forêt vierge (Return to Balabomba)
17. Trafic (The Grape Connection)
18. Voleur de raisin (Grapefinger)
19. La Jungle Balabumba (Who's New at the Zoo ?)
20. La Cité perdue (Amazon Ape)
21. Le Trésor (Grape Marks the Spot)
22. Le Savon magique (Invisible Ape)
23. Le Collectionneur (Public Grape No. 1)
24. La Vedette (A Grape Is Born)
25. Dans l'espace (The First Grape in Space)
26. Les Pirates de l'air (1/2) (S.P.L.A.T.'s Back (1))
27. Les Pirates de l'air (2/2) (S.P.L.A.T.'s Back (2))
28. Sésame, ouvre-toi (Ali Beagle and the 40 Grapes)
29. Momo le justicier (The Purple Avenger Strikes Again)
30. Momo, le champion olympique (Olympic Grape)
31. Le Voleur d'archipels (Grape Five-O)
32. Le Cinéma (Movie Madness)

## Produits dérivés de la série (France)

### Revues / BD
- Télé B.D - octobre 1978 à 28 mars 1979
- Les Petits Juniors de Télé 7 jours - mars 1979 à 1980
- Album illustré : Momo et Ursule et le dragon - Éditeur : Whitmann ; 1977
- Télé Junior
- Télé Parade

### Disques45 tours
- Momo et Ursule : Nos amis de la Télé n°6 - Label CBS ; Référence : CBS 10865 ; 1979